# 玉昔帖木儿
玉昔帖木儿（Usutemur，1242年—1295年），又作玉速帖木儿、玉速鐵木儿，出身蒙古阿兒剌部，博尔术之孙。
袭封右翼万户长，统领阿尔泰山部众。他担任怯薛宝儿赤长，被元世祖赐名月吕鲁那颜。至元十二年（1275年），玉昔帖木儿为御史大夫。至元二十四年（1287年），玉昔帖木儿与乃颜作战。第二年，击败哈丹秃鲁干。至元二十九年（1292年）玉昔帖木儿代替丞相伯颜镇守杭爱山，防御海都去世。之后辅佐皇孙铁穆耳巡视北边。至元三十一年（1294年），忽必烈去世，在玉昔帖木儿的辅佐下铁穆耳即位为元成宗。元贞元年（1295年）十一月，于大都去世。大德五年（1301年），赠功臣封号，追封为广平王，谥号贞宪。子木剌忽、脱脱哈。木剌忽子阿鲁图。

## 延伸阅读
[在维基数据编辑]
 《新元史/卷121》，出自柯劭忞《新元史》